# Право на существование: моральная защита войн Израиля
Право на существование: моральная защита войн Израиля (англ. Right to Exist: A Moral Defense of Israel’s Wars) — книга израильского историка немецкого происхождения Яакова Лозовика, директора архива Управления памяти мучеников и героев Холокоста.
В своей книге Лозовик опирается на теорию справедливой войны, в частности на работу Майкла Уолцера «Справедливые и несправедливые войны», пытаясь оценить войны Израиля в свете моральной философии.
Итан Броннер в газете «Нью-Йорк Таймс» счёл книгу в значительной степени убедительной защитой позиций Израиля с моральной и политической точки зрения, но оспорил утверждение о том, что не существует «цикла насилия» и что существует только односторонняя агрессия, поскольку Израиль просто воюет против «палестинских террористов». Он считал, что это положение игнорирует ежедневную агрессию, которую влечёт за собой 36-летняя оккупация – блокпосты, обыски, конфискованную землю.
По словам Чада Алана Голдберга, пишущего в журнале «Contemporary Sociology», Лозовик развивает следующий тезис: «В своём обзоре войн Израиля я обнаружил, что сионизм в основном пытался быть моральным. Иногда он допускал ошибки, на которых обычно (но не всегда) учился. Постоянно находясь в состоянии войны, он добился удивительного успеха во многих других проектах, таких как построение достаточно здорового общества из разнообразных сообществ». По словам Голдберга, Лозовик приходит к выводу, что все войны Израиля, за исключением вторжения в Ливан в 1982 году, выдержали испытание jus ad bellum.
Голдберг пишет, что «одним из наиболее важных вкладов Лозовика является опровержение пагубного утверждения о том, что сионизм является формой европейского колониализма», и что ещё одним важным вкладом является опровержение обвинения в том, что Израиль является расистским государством.
По словам Дэвида Харсаньи, Лозовик утверждает, что «израильтяне, как правило, извлекают уроки из своих ошибок, постоянно переоценивая свою политику и своё место в мире. Несмотря на эту самокритику, сионизм часто отвергается классификациями, независимо от его реальной политики, действий или попыток мира».
Дэниел Мандель пишет, что Лозовик «заключает, что «воля убивать евреев никогда не была результатом угнетения и никогда не может быть решена путём её устранения», резюмируя своё мнение о том, что конфликт между арабами и евреями не является продуктом недовольства, которое израильская политика может смягчить».